# Maria Susanne Kübler
Maria Susanne Kübler (Winterthur, 27 februari 1814 - Zürich, 4 februari 1873) was een Zwitserse schrijfster en vertaalster.

## Biografie
Maria Susanne Kübler was een zus van Jakob Kübler. In 1834 huwde ze Jakob Heinrich Haggenmacher, een handelaar van wie ze later zou scheiden, en in 1845 met Johannes Scherr. Ze leerde Engels, Frans en Italiaans in Yverdon-les-Bains en woonde van 1845 tot 1849 met haar tweede echtgenoot in Stuttgart. Na haar terugkeer naar Zwitserland woonde ze vanaf 1852 in Winterthur en vanaf 1860 in Zürich en ging ze aan de slag als vertaalster. 
Ze schreef tevens verscheidene boeken voor moeders en huisvrouwen, zoals Das Hauswesen (1850, meermaals heruitgegeven), Der Frauenspiegel (1854), Die Hausmutter (1857), Die geschickte Köchin (1858) en Das Buch der Mütter (1867). Daarnaast schreef ze ook boeken bestemd voor diensters, zoals Vreneli's Dienstjahre (1860) en voor kinderen, zoals Winterrosen in einem Kranze (1851) en Mährchen und Geschichtenbuch der Fee Chrysalinde (1857).

## Werken
- Das Hauswesen, 1850.
- Winterrosen in einem Kranze, 1851.
- Der Frauenspiegel, 1854.
- Die Hausmutter, 1857.
- Mährchen und Geschichtenbuch der Fee Chrysalinde, 1857.
- Die geschickte Köchin, 1858.
- Vreneli's Dienstjahre, 1860.
- Das Buch der Mütter, 1867.